# ضفدع تلالوك النمري
ضفدع تلالوك النمري (الاسم العلمي: Rana tlaloci) (بالإنجليزية: Tlaloc's leopard frog)‏ هو نوع من البرمائيات يتبع جنس الضفدع الحقيقي من فصيلة الضفادع الحقيقية.